# Автополо
Автополо (англ. Auto polo) или автомобильное поло (англ. Automobile polo) — вид автоспорта, популярный в США и некоторых странах Европы в начале XX века. Особое распространение получил в период с 1911 по 1920 годы.

## История возникновения
Изобретателем автополо принято считать дилера корпорации «Ford Motor Company», уроженца Канзаса Ральфа Хэнкинсона, придумавшего этот спорт в 1911 году в качестве рекламного трюка с целью повышения продаж нового автомобиля компании — «Model T»
Первый зарегистрированный матч состоялся в городе Уичито 20 июля 1912 года между местными командами «Серые призраки» и «Красные дьяволы» в присутствии 5000 зрителей.
Впервые идея подобной игры была предложена жителем Бостона Джошуа Крейном-младшим ещё в 1902 году, однако тогда она не обрела популярности среди населения. В 1912 году была учреждена Ассоциация автополо, отвечавшая за организацию лиг и чемпионатов на территории США.
В том же году Хэнкинсон ездил в Великобританию, помогая создавать в стране команды по новой игре. Также он пытался продвигать автополо в Канаде и на Филиппинах, но там спорт так и не стал популярным.

## Правила игры
В отличие от традиционного конного поло, для которого требуются большие открытые поля, способные вместить до восьми лошадей одновременно, в автополо можно играть на небольших крытых аренах в зимнее время года, что значительно повысило его популярность на севере Соединённых Штатов.
Игра обычно проводилась на поле длиной не менее 300 футов (91 м) и шириной 120 футов (37 м) с воротами шириной 15 футов (4,6 м), расположенными на каждом конце поля. Матч проходил в два тайма, и у каждой команды было по две машины и четыре человека, играющих на поле в определённое время.
Машины для автополо отличались от обычных, часто не имея крыши, дверей или ветровых стёкол. Состав команды включал водителя автомобиля и его помощника, державшегося за борт машины и пытавшегося попасть мячом по воротам соперника в тот момент, когда автомобиль достигал максимальной скорости в 40 миль в час (64 км/ч) и при этом совершал крутые повороты.
Молотки для автополо напоминали аналогичные принадлежности для крокета, но имели трёхфунтовую головку для того, чтобы предотвратить возникновение обратного эффекта при ударе по мячу на высоких скоростях. Из — за особенностей данного вида спорта во время матчей нередки были случаи ДТП, в результате которых машины переворачивались.
Установка рулонных сеток над радиатором и задними платформами автомобилей помогла предотвратить получение игроками травм, однако падения приводили к серьёзным порезам, а иногда и переломам костей, если игроки попадали под машины противников. Но при этом летальный исход во время игр был весьма редок.
В 1924 году страховой компанией, нанятой Ральфом Хэнкинсоном, было проведено исследование, выявившее 1564 сломанных колёса, 538 лопнувших шин, 66 сломанных осей, 10 сломанных двигателей и 6 автомобилей, пришедших в полную негодность в течение года соревнований.

## Дальнейшее развитие
Автополо начало стремительно утрачивать популярность в конце 1920 — х годов, в основном по причине дороговизны ремонта машин после получения ими повреждений. После окончания Второй мировой войны, однако, традиции этой игры ненадолго возродились на американском Среднем Западе.

## Попытки возрождения
В 2008 году энтузиасты из Руанды создали вариант поло, в котором игра проходит на мотоциклах. Матч по мотополо проводится в течение 15- минутных четвертей с пятью игроками в команде, использующими молоток для удара по мячу, сделанному из банановых листьев.